# نسخه مجدد
در صنعت موسیقی، چاپ مجدد (به انگلیسی: Reissue) (همچنین، انتشار مجدد، بسته‌بندی مجدد یا نسخه مجدد) انتشار آلبوم یا تک‌آهنگی است که حداقل یک بار قبل از آن منتشر شده‌است. همچنین گاهی با تغییراتی یا اضافات منتشر می‌شود.